# 黒岩壽太郎
黒岩 壽太郎（くろいわ じゅたろう、1814年（文化11年） - 1857年6月13日（安政4年5月22日））は、讃岐国香川郡（現・香川県高松市錦町）出身の大相撲力士。本名は不明。幕末屈指の強豪でありながら不幸にも三役に登れぬまま現役で亡くなった。最高位西前頭筆頭。

## 略歴
始め大坂相撲の5代押尾川に入門。のち江戸に下り7代雷の弟子となり1845年（弘化2年）10月二段目に付け出される。好成績を残しながら番付はあまり上がらなかったが1849年（嘉永2年）11月相撲会所の英断により二段目11枚目から一躍入幕を果たした。
入幕後も期待に応え大関小柳常吉に3勝1敗4分、のちの大関猪王山森右エ門に4勝2敗3分1預、のちの横綱雲龍久吉に1勝1敗5分と強豪相手に一歩も譲らぬ活躍を見せた。幕内出場11場所で一度も負け越しはないが引き分けがかなり多かった。1857年（安政4年）5月22日京都で数え44歳で現役で死去。
四股名は当初黒岩 重太郎だったが1852年（嘉永5年）11月から下の名を十太郎と改めさらに1856年（安政3年）11月からは壽太郎と変えている。
幕内15場所　45勝10敗30分2預32休